# 19294 Weymouth
19294 Weymouth (1996 PF) là một tiểu hành tinh vành đai chính được phát hiện ngày 6 tháng 8 năm 1996 bởi R. Linderholm ở Lime Creek.